# 2004年夏季奥林匹克运动会击剑比赛
2004年夏季奥林匹克运动会的击剑比赛从8月14日－8月23日在海林尼科奥林匹克中心举行。共产生10枚金牌，分为重剑、佩剑和花剑3个项目。其中女子佩剑比赛在本届奥运会是第一次加入的新的项目。

## 奖牌得主

### 男子
| 项目     | 金牌                                                                    | 银牌                                                                            | 铜牌                                                                                                |
| 个人重剑 | 马塞尔·费希尔 · 瑞士（SUI）                                             | 王磊 · 中国（CHN）                                                              | 帕维尔·科洛布科夫 · 俄罗斯（RUS）                                                                   |
| 团体重剑 | 法国（FRA） · 法布里斯·让内 · 热罗姆·让内 · 于格·奥布里 · 埃里克·布瓦斯 | 匈牙利（HUN） · 博茨科·加博尔 · 库尔恰尔·克里斯蒂安 · 科瓦奇·伊万 · 伊姆赖·盖佐 | 德国（GER） · 斯文·施密德 · 约尔格·菲德勒 · 丹尼尔·施特里格尔                                       |
| 个人花剑 | 布里斯·居亚尔 · 法国（FRA）                                             | 萨尔瓦托雷·桑佐 · 意大利（ITA）                                                 | 安德烈亚·卡萨拉 · 意大利（ITA）                                                                     |
| 团体花剑 | 意大利（ITA） · 安德烈亚·卡萨拉 · 萨尔瓦托雷·桑佐 · 西莫内·万尼         | 中国（CHN） · 董兆致 · 王海滨 · 吴汉雄 · 叶冲                                   | 俄罗斯（RUS） · Renal Ganeev · Youri Moltchan · Rouslan Nassiboulline · Vyacheslav Pozdnyakov       |
| 个人佩剑 | 阿尔多·蒙塔诺 · 意大利（ITA）                                           | 奈姆奇克·若尔特 · 匈牙利（HUN）                                                 | Vladyslav Tretiak · 乌克兰（UKR）                                                                   |
| 团体佩剑 | 法国（FRA） · 朱利安·皮耶 · 达米安·图亚 · 加埃尔·图亚                   | 意大利（ITA） · 阿尔多·蒙塔诺 · 詹皮耶罗·帕斯托雷 · 路易吉·塔兰蒂诺             | 俄罗斯（RUS） · 谢尔盖·沙里科夫 · Aleksey Dyachenko · 斯坦尼斯拉夫·波兹尼亚科夫 · 阿列克谢·亚基缅科 |

### 女子
| 项目     | 金牌                                                                                        | 银牌                                                           | 铜牌                                                                                        |
| 个人重剑 | 纳吉·蒂迈奥 · 匈牙利（HUN）                                                                 | 劳拉·弗莱塞尔-科洛维奇 · 法国（FRA）                           | Maureen Nisima · 法国（FRA）                                                                |
| 团体重剑 | 俄罗斯（RUS） · Karina Aznavourian · 奧克薩娜·伊爾馬科娃 · Tatiana Logounova · Anna Sivkova | 德国（GER） · 克劳迪娅·博克尔 · Imke Duplitzer · 布丽塔·海德曼 | 法国（FRA） · 萨拉·达南特 · 劳拉·弗莱塞尔-科洛维奇 · Hajnalka Kiraly Picot · Maureen Nisima |
| 个人花剑 | 瓦伦蒂娜·韦扎利 · 意大利（ITA）                                                             | 乔万纳·特里利尼 · 意大利（ITA）                                | 瑟尔维娅·格鲁哈瓦 · 波兰（POL）                                                             |
| 个人佩剑 | 玛丽埃尔·扎格尼斯 · 美国（USA）                                                             | 谭雪 · 中国（CHN）                                             | 萨达·雅各布森 · 美国（USA）                                                                 |

## 奖牌榜
意大利在该届奥运击剑项目上获得最多奖牌。

| 排名                      | 国家 / 地区               | 金牌 | 銀牌 | 銅牌 | 总计 |
| ------------------------- | ------------------------- | ---- | ---- | ---- | ---- |
| 1                         | 意大利（ITA）             | 3    | 3    | 1    | 7    |
| 2                         | 法国（FRA）               | 3    | 1    | 2    | 6    |
| 3                         | 匈牙利（HUN）             | 1    | 2    | 0    | 3    |
| 4                         | 俄罗斯（RUS）             | 1    | 0    | 3    | 4    |
| 5                         | 美国（USA）               | 1    | 0    | 1    | 2    |
| 6                         | 瑞士（SUI）               | 1    | 0    | 0    | 1    |
| 7                         | 中国（CHN）               | 0    | 3    | 0    | 3    |
| 8                         | 德国（GER）               | 0    | 1    | 1    | 2    |
| 9                         | 波兰（POL）               | 0    | 0    | 1    | 1    |
| 9                         | 乌克兰（UKR）             | 0    | 0    | 1    | 1    |
| 总计（共10个国家 / 地区） | 总计（共10个国家 / 地区） | 10   | 10   | 10   | 30   |